# Repräsentantenhaus (Zypern)
Das Repräsentantenhaus von Zypern (griechisch Βουλή των Αντιπροσώπων Vouli ton Antiprosópon, türkisch Temsilciler Meclisi) ist das Parlament der Republik Zypern.
Von den 80 Mandaten der Abgeordneten entfallen 56 Mandate auf griechischsprachige und 24 auf türkischsprachige Zyprer. Letztere Mandate bleiben seit den Ereignissen von 1963/1964 vakant. Die Legislaturperiode beträgt fünf Jahre. Die 56 Mandate werden nach dem Verhältniswahlverfahren in sechs Wahlkreisen gewählt. Es besteht gesetzlich Wahlpflicht. Die religiösen Gruppen Armenier, Lateiner und Maroniten entsenden jeweils einen gewählten Vertreter in das Repräsentantenhaus, der zwar nicht stimmberechtigt ist, ansonsten aber alle Rechte der Abgeordneten hat.
Es gibt kein Misstrauensvotum. Die zyprischen Abgeordneten kontrollieren die Regierung deshalb auf dem Weg der Haushaltsgesetzgebung sowie durch Anfragen, mit denen eine öffentliche Stellungnahme erzwungen werden kann.

## Parteien
Seit der Parlamentswahl in der Republik Zypern 2021 sind sieben Parteien im zypriotischen Parlament vertreten:
| Abkürzung | Abkürzung | Griechischer Name                    | Deutscher Name                            | Ausrichtung                     | Europa partei | Sitze 2001 | Sitze 2006 | Sitze 2011 | Sitze 2016 | Sitze 2021 |
| --------- | --------- | ------------------------------------ | ----------------------------------------- | ------------------------------- | ------------- | ---------- | ---------- | ---------- | ---------- | ---------- |
|           | DISY      | Dimokratikos Synagermos              | Demokratische Sammlung                    | konservativ, christdemokratisch | EVP           | 19         | 18         | 20         | 18         | 17         |
|           | AKEL      | Anorthotiko Komma Ergazomenou Laou   | Fortschrittspartei des werktätigen Volkes | kommunistisch                   | EL 1          | 20         | 18         | 19         | 16         | 15         |
|           | DIKO      | Dimokratiko Komma                    | Demokratische Partei                      | liberal                         | –             | 09         | 11         | 09         | 09         | 09         |
|           | ELAM      | Ethniko Laiko Metopo                 | Nationale Volksfront                      | rechtsextrem                    | –             | –          | –          | –          | 02         | 04         |
|           | EDEK      | Kinima Sosialdimokraton              | Bewegung der Sozialdemokraten             | sozialdemokratisch              | SPE           | 04         | 05         | 05         | 03         | 04         |
|           | DIPA      | Dimokratiki Parataxi                 | Demokratische Ausrichtung                 | liberal                         | ALDE          | –          | –          | –          | –          | 04         |
|           | KOSP      | Kinima Ikologon – Synergasia Politon | Ökologiebewegung – Bürgerkooperation      | grün                            | EGP           | 01         | 01         | 01         | 02         | 03         |
|           | SYPOL     | Symmachía Politón 2                  | Bürgerallianz                             | europäisch                      | EDP           | –          | –          | –          | 03         | –          |
|           | KA        | Kinima Allilengyi                    | Bewegung Solidarität                      | rechtskonservativ               | EAFD          | –          | –          | –          | 03         | –          |
|           | Evroko    | Evropaiko Komma 3                    | Europäische Partei                        | zentristisch                    | EDP           | –          | 03         | 02         | –          | –          |
|           | EDI       | Enomeni Dimokrates                   | Vereinigte Demokraten                     | liberal                         | ALDE          | 01         | –          | –          | –          | –          |
|           | ADIK      | Agonistiko Dimokratiko Kinima 4      | Kämpferische Demokratische Bewegung       | konservativ, zentristisch       | –             | 01         | –          | –          | –          | –          |
|           | NEO       | Nei Orizontes 5                      | Neue Horizonte                            | konservativ                     | –             | 01         | –          | –          | –          | –          |
|           | Volt      | Volt Zypern                          | Volt Zypern                               | Europäischer Föderalismus       | Volt Europa   | –          | –          | –          | –          | 01 6       |

## Sitze nach Bezirken in der Republik Zypern (Stand 2024)
| Distrikte  | Sitze |
| ---------- | ----- |
| Nikosia    | 20    |
| Limassol   | 12    |
| Famagusta  | 11    |
| Larnaka    | 6     |
| Paphos     | 4     |
| Kyrenia    | 3     |
| Insgesamt: | 56    |

## Allgemeines
Staatsoberhaupt und Regierungschef ist seit dem 28. Februar 2023 Nikos Christodoulidis. Er wurde am 12. Februar 2023 im zweiten Wahlgang mit 52,0 Prozent der Stimmen gewählt.
In der Republik Zypern sind die Präsidentschaftswahlen (nächste Wahl im Februar 2028) von großer Bedeutung. Der Staatspräsident wird direkt vom Volk gewählt und ernennt die Minister (diese dürfen nicht dem Parlament angehören).
Das Abgeordnetenhaus wird in allgemeinen Wahlen auf Grundlage eines Verhältniswahlrechts gewählt. Eine Partei muss mindestens 1/56 der gültigen Stimmen erreichen, um zumindest mit einem Abgeordneten ins Parlament einziehen zu können.

## Parlamentsgebäude
Das moderne Gebäude des Abgeordnetenhauses wurde 2006 in Nikosia gebaut.
Beim Bau auf dem Agios Georgios Hügel wurden archäologische Funde gemacht.